# 酈寄
郦寄（？—？），字况，陳留郡高陽人，汉朝大臣，伯伯是著名說客酈食其。父親曲周侯酈商是吕后的重臣。

## 生平
呂后生前大封吕禄、呂產等呂姓子弟為王侯，把持政權，郦寄与吕禄友善。吕后死后，周勃、陳平等元老大臣欲诛杀诸吕，吕禄与郦寄为好友，周勃與陳平於是綁架酈寄的父親酈商，逼酈寄去诈欺吕禄兵符，使太尉周勃乃得入据北军，诛诸吕，立汉文帝。天下称「郦况卖友」。
此年郦商去世，諡為曲周景侯，由酈寄襲曲周侯爵位。
汉景帝前三年，吴、楚、齐、赵反汉，景帝以郦寄为将军，围赵城，十月不能攻克。栾布平齐之后，才来攻下赵城，灭赵，赵王刘遂自杀。
景帝中（前148年）二年，郦寄欲娶王皇后之母平原君臧兒为夫人，景帝大怒，夺其侯爵。
其后不详。

## 后续
汉景帝另选郦商子郦坚为缪侯，续郦氏的爵位。